# Orașe înfrățite
Orașe înfrățite sunt două orașe sau comune, care întrețin între ele legături strânse culturale și economice. De regulă orașele înfrățite aparțin de state diferite, dar există și localități din aceeași țară care sunt înfrățite.

## Istoric
Primele orașe înfrățite au devenit în anul 1921, orașul englez Keighley, West Yorkshire și orașul francez Poix-du-Nord.